# Lucas de Groot
Lucas de Groot, ook geschreven als Luc(as) de Groot, (Noordwijkerhout, 21 juni 1963) is een Nederlands letterontwerper en typograaf.

## Levensloop

### Opleiding
De Groot studeerde tussen 1983 en 1988 aan de Koninklijke Academie van Beeldende Kunsten (KABK), waar hij onder anderen les had van Gerrit Noordzij.

### Werk
Na zijn opleiding werkte hij bij BRS Premsela Vonk (tegenwoordig Edenspiekermann) en doceerde hij aan de kunstacademie in 's-Hertogenbosch. In 1993 vestigde hij zich in Berlijn; eerst om te gaan werken bij MetaDesign, waar hij onder andere een aandeel had in de nieuwe versie van Erik Spiekermanns lettertype FF Meta, en later om samen met Wim Westerveld het typografisch ontwerpbureau FontFabrik op te richten. Ook doceert hij sinds 1997 aan de hogeschool van Potsdam.
De Groots bekendste lettertypen op het moment zijn Calibri en Consolas, welke met Windows Vista en Microsoft Office worden meegeleverd. Sinds 2007 was Calibri het standaard lettertype voor alle producten van Microsoft. Op 28 april 2021 heeft Microsoft aangekondigd dat Calibri vervangen zal worden door een nieuw standaardfont. Hiermee is Calibri dus 14 jaar de standaard geweest binnen de Microsoft productlijn. Eerdere bekende letters van zijn hand zijn de FF Thesis-serie (met daarin onder meer de families TheSerif, TheSans en TheSansMono), Corpid (onder andere gebruikt in de krant Metro) en Taz (oorspronkelijk ontworpen voor de Duitse krant die tageszeitung). Ook heeft hij aan de hand van het logo de huisstijl-letter ontworpen voor Heineken.

## Lettertypes ontworpen door De Groot
- Calibri
- Consolas
- Thesis
- TheAntiqua
- Corpid
- Taz
- Spiegel
- Sun